# India de Beaufort

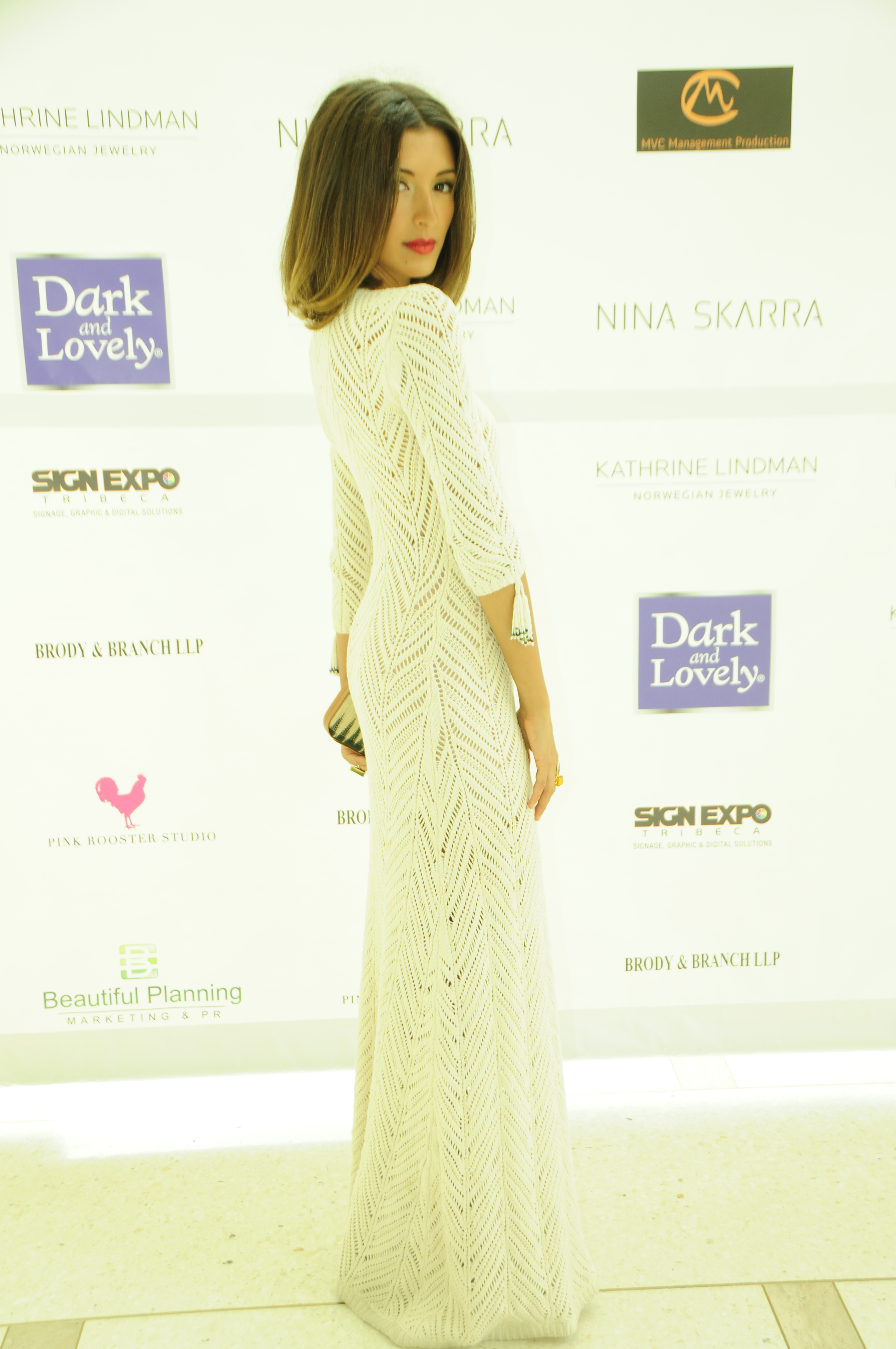
India de Beaufort (2012)

India de Beaufort (ur. 27 czerwca 1987 w Londyn) – brytyjska aktorka, która wystąpiła m.in. w filmach Kimi, Gazu, mięczaku, gazu! i Kraina Snów.

## Filmografia

### Filmy
| Rok  | Tytuł                                  | Rola               | Reżyser           | Uwagi |
| ---- | -------------------------------------- | ------------------ | ----------------- | ----- |
| 2007 | Gazu, mięczaku, gazu! (Run Fatboy Run) | Maya Goshdashtidar | David Schwimmer   |       |
| 2015 | The Better Half                        | Dina               | Michael Winnick   |       |
| 2022 | Kimi                                   | Sharon             | Steven Soderbergh |       |
| 2022 | Kraina Snów (Slumberland)              | panna Arya         | Francis Lawrence  |       |

### Seriale
| Rok       | Tytuł                                            | Rola                         | Uwagi                   |
| --------- | ------------------------------------------------ | ---------------------------- | ----------------------- |
| 1996      | Next of Kin                                      |                              | 1 odcinek               |
| 2003–2005 | The Basil Brush Show                             | India                        | 21 odc.                 |
| 2009      | Krod Mandoon i Gorejąca Klinga Ognia             | Aneka                        | 6 odc.                  |
| 2009–2010 | Pogoda na miłość                                 | Miranda Stone                | 12 odc.                 |
| 2011      | Chuck                                            | Jasmine                      | 1 odc.                  |
| 2012      | Jane by Design                                   | India Jourdain               | w gł. obsadzie, 17 odc. |
| 2013      | Nie ma lekko                                     | India                        | 3 odc.                  |
| 2013      | Jak poznałem waszą matkę                         | Sophia                       | 1 odc.                  |
| 2014      | Chicago PD                                       | Layla Roslyn                 | 3 odc.                  |
| 2014–2017 | Niech żyje król Julian                           | Clover, Crimson, Hansmerelda | głosy, 12 odc.          |
| 2015      | Castle                                           | Taylor McKinley              | 1 odc.                  |
| 2015      | Nocna zmiana                                     | Farrah                       | 1 odc.                  |
| 2015      | Blood & Oil                                      | Jules Jackman                | w gł. obsadzie, 10 odc. |
| 2016      | Younger                                          | Radha                        | 4 odc.                  |
| 2017      | Dwie spłukane dziewczyny                         | Winnona Williams             | 1 odc.                  |
| 2016–2019 | NCIS: Los Angeles                                | Alexandra Reynolds           | 4 odc.                  |
| 2017–2019 | Figurantka                                       | Brie Ramachandran            | 6 odc.                  |
| 2017      | Kevin (Probably) Saves the World                 | Kristin Allen                | w gł. obsadzie, 16 odc. |
| 2018      | Królik Bugs: serial twórców Zwariowanych melodii | Foxy Foxworth                | głos, 1 odc.            |
| 2019–2020 | One Day at a Time                                | Avery                        | 7 odc.                  |
| 2019      | Współczesna rodzina                              | dr Singh                     | 1 odc.                  |
| 2020–2022 | Po prostu Kucek                                  | Helen (i inne role)          | głosy, 22 odc.          |
| 2020      | Zoey’s Extraordinary Playlist                    | Jessica                      | 5 odc.                  |
| 2021      | Szybcy i wściekli: Wyścigowi agenci              | DANN                         | głos, 7 odc.            |
| 2022      | Firefly Lane                                     | Charlotte                    | 1 odc.                  |
| 2023–2024 | Night Court                                      | Olivia                       | w gł. obsadzie          |